# Улрих IV фон Монфор-Тетнанг
Улрих IV фон Монфор-Тетнанг (на немски: Ulrich IV Graf von Montfort-Tettnang; † 29 октомври 1495) е граф на Монфор-Тетнанг, господар на Зумерау.

## Произход и наследство
Той е от влиятелния и богат швабски род Монфор/Монтфорт, странична линия на пфалцграфовете на Тюбинген. Най-малкият син е на граф Вилхелм IV фон Монфор-Тетнанг († 1439) и съпругата му графиня Кунигунда фон Верденберг († 1443), дъщеря на граф Албрехт III фон Верденберг-Хайлигенберг-Блуденц († 1420) и Урсула фон Шаунберг († 1412). Внук е на граф Хайнрих I (III (IV) фон Монфор-Тетнанг († 1407/1408) и Аделхайд фон Хабсбург-Лауфенбург († ок. 1370). Брат е на Рудолф VII фон Монфор († 1445/1446), Хуго XIII (XI) фон Монфор-Ротенфелс-Арген-Васербург († 1491), Хайнрих III/VI фон Монфор († 1444), граф на Верденберг, Фретигау и Тауферс, Вилхелм VI (XI) граф фон Монфор († 1435).
След смъртта на баща му Вилхелм IV/V (1439) братята разделят графството Монфор-Тетнанг на три: Тетнанг, Ротенфелс, Арген (Васербург Арген с Лангенарген), също на Верденберг със собственостите в Реция.

## Фамилия
Улрих IV фон Монфор-Тетнанг се жени на 28 юни 1467 г. за маркграфиня Урсула фон Хахберг-Заузенберг († пр. 26 април 1485, погребана в манастир Лангнау), вдовица на Якоб I фон Валдбург-Траухбург „Златния рицар“ († 1460), дъщеря на маркграф Вилхелм фон Хахберг-Заузенберг (1406 – 1482) и Елизабет фон Монфор-Брегенц (1399 – 1458), дъщеря на граф Вилхелм V фон Монфор-Брегенц († 1422) и Кунигунда фон Тогенбург († 1426/1436). Те имат един син:
- Улрих VII фон Монфор-Тетнанг „Красивия“ (* пр. 1468; † 23 април 1520), граф на Монфор-Тетнанг-Флокенбах, женен на 24 февруари 1485 г. за графиня Магдалена фон Йотинген-Валерщайн (* 1473; † 22 април 1525)